# 前105年
| 千纪： | 前1千纪 |
| 世纪： | 前3世纪 \| 前2世纪 \| 前1世纪                                                                                         |
| 年代： | 前130年代 \| 前120年代 \| 前110年代 \| 前100年代 \| 前90年代 \| 前80年代 \| 前70年代                                  |
| 年份： | 前110年 \| 前109年 \| 前108年 \| 前107年 \| 前106年 \| 前105年 \| 前104年 \| 前103年 \| 前102年 \| 前101年 \| 前100年 |
| 纪年： | 西汉元封六年 |

## 大事记
- 中国
  - 西汉细君公主下嫁乌孙昆莫（国王）猎骄靡。
  - 烏維單于死，其子兒單于繼位，其年冬匈奴遇大雪，牲畜多饑寒死，時匈奴部眾不安，左大都尉欲殺兒單于詹師廬以降漢朝，遺使求派兵接應。漢朝遣公孫敖在塞外築受降城，駐兵以接應左大都尉。
- 罗马
  - 苏拉擒获了朱古达，结束了朱古达战争。

## 逝世
- 烏維單于，伊稚斜單于的長子。